# Cucina beliziana

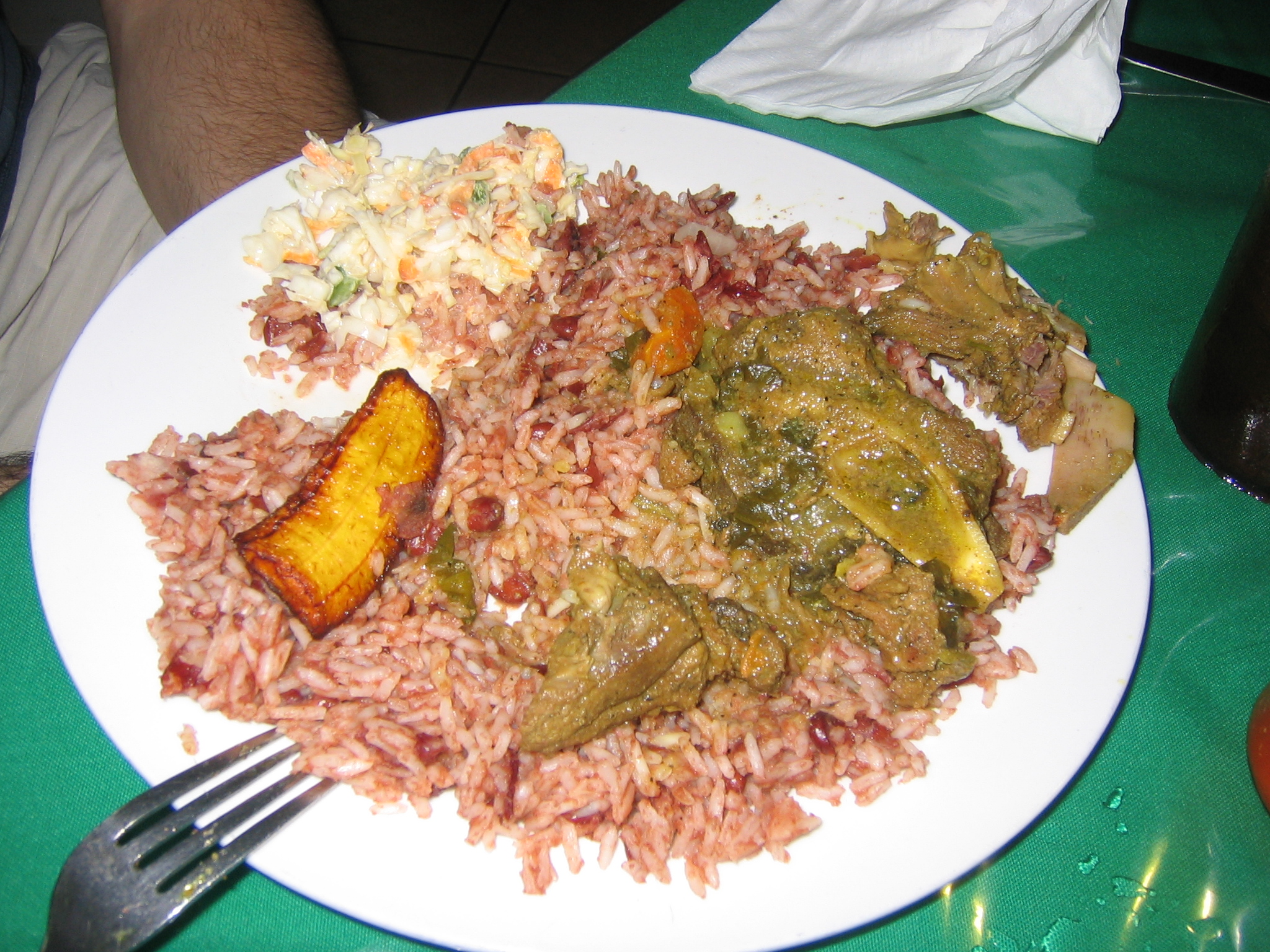
Riso con fagioli e pollo, il piatto nazionale del Belize

La cucina beliziana comprende le abitudini culinarie del Belize. La sua varietà è dovuta alle influenze culinarie di diverse aree del mondo, come quella creola (garifuna), caraibica, messicana, cinese, sudamericana, europea e libanese.

## Piatti principali

### Carboidrati

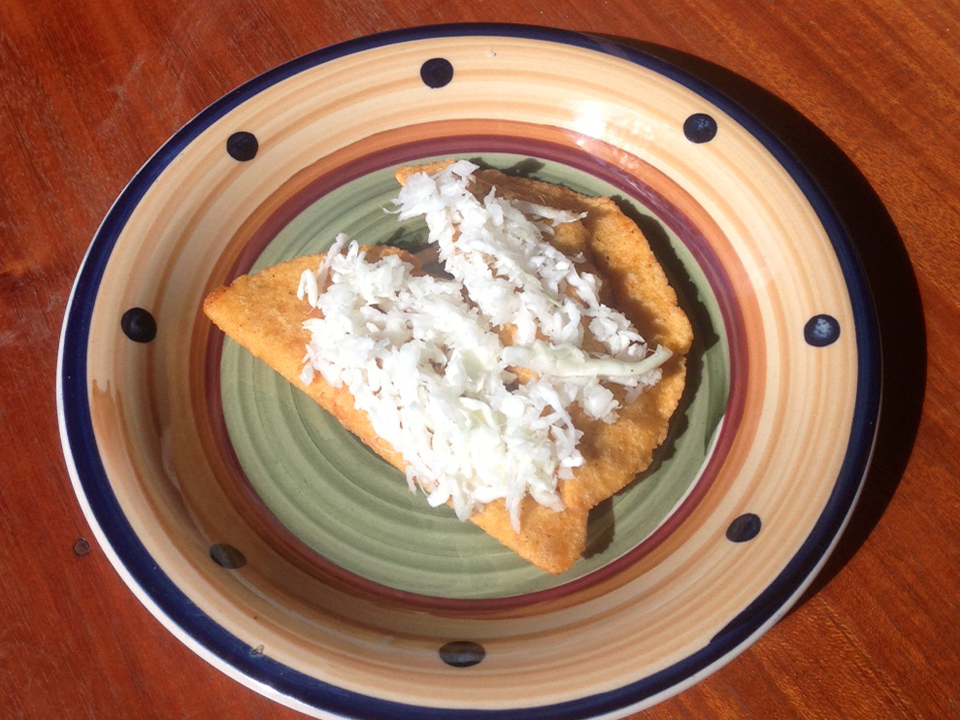
Empanada

Il riso e i fagioli sono gli ingredienti principali della cucina beliziana. I fagioli rossi possono essere cotti insieme al riso (al quale spesso viene aggiunto del latte di cocco), oppure cotti separatamente e accompagnati da coda di maiale. Riso e fagioli sono parte del classico pranzo domenicale beliziano assieme al pollo, insalata di patate e platani fritti.
Tra i maya e i meticci è diffusissimo il mais che viene impiegato in numerosi modi, come ad esempio la preparazione delle tortilla ripiene di carne e formaggio e condite con spezie e salsa piccante, oppure viene aggiunto agli stufati e alle bevande. Altri piatti di derivazione maya includono i tamales, delle tortilla avvolte e stufate in foglie di platani, le empanada fatte con masa e condite con pepe habanero e servite con una salsa di cipolle e aceto, la zuppa escabeche a base di cipolle e pollo, e il chichac, un brodo chiaro che può contenere polpette di pesce oppure servito sul pesce fritto.
Pane e pasticcini vengono consumati soprattutto a colazione o durante l'ora del tè, oppure accompagnano il pesce fritto. I biscotti più diffusi sono i johnnycake, mentre il sabute è un pancake di mais fritto coperto con fette di pollo, pomodori e cavolo. Col tempo si sta invece perdendo un altro dolce povero, il casham (chiamato anche caan sham o kasham): mais tostato macinato finemente, con aggiunta di zucchero.

### Carne e pesce

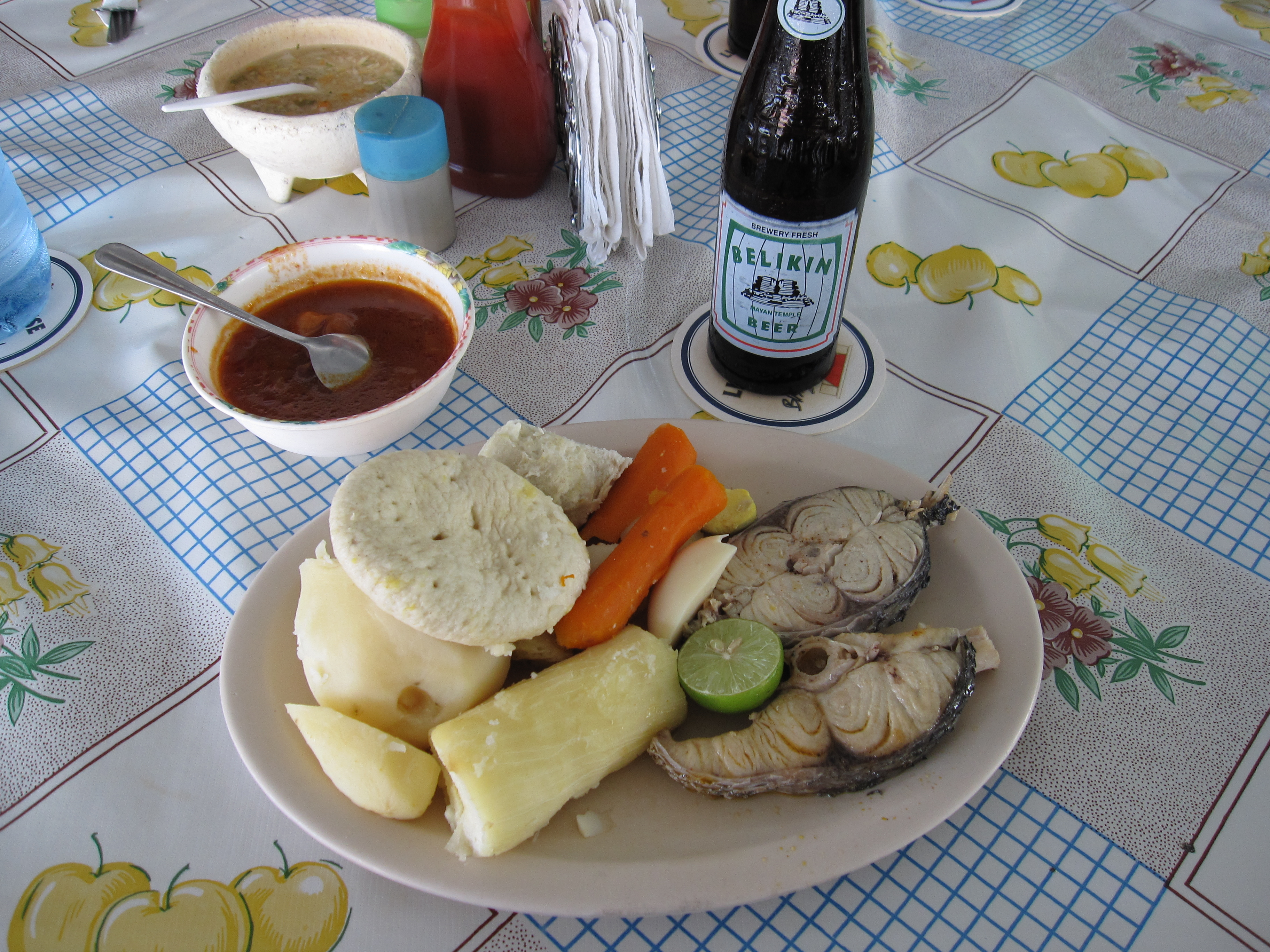
il boil-up

Il pollo è la carne più diffusa nel paese. Oltre a essere impiegato nel piatto nazionale assieme a riso e fagioli, esso viene venduto fritto in molti punti vendita che offrono cucina cinese. Per le strade non è raro imbattersi in barbeque. Altri piatti di carne includono il maiale condito con recado rojo, una spezia ottenuta dalla Bixa orellana, il "pollo bambù" che consiste in una sorta di iguana vietata nei mesi di febbraio e marzo per preservarne la specie, la carne di armadillo e il cuniculus, un rinomato roditore che venne servito anche alla regina Elisabetta II del Regno Unito.
Il Belize gode di un vasto assortimento di pesce. Sono reperibili lutianidi, sgombri, cernie, squali, robalos, barracuda, gamberi, aragoste, halibut e strombi. Il pesce può essere, grigliato, stufato o impiegato nelle zuppe come la serre. Lo strombo può essere impiegato nel ceviche, un piatto a base di pesce crudo marinato con limetta, cipolle, pepe e spezie che viene servito con patate. Altre pietanze a base di pesce sono il boil-up, uno stufato di pesce condito con cipolle e pepe, il gumbo, un piatto tipico dei garifuna a base di pesce e verdure con latte di cocco, erbe aromatiche, platani e accompagnato dal riso, e il tapow, che consiste in pezzi di platani immersi nel latte di cocco con pesce e altri condimenti. Il behave bruda è invece un brodo a base di lutianidi e di una testa di cernia ritenuto in grado di aumentare la fertitlità di una donna, mentre la zuppa di strombo è considerata un afrodisiaco per gli uomini.

### Frutta e verdura
Una verdura tipica del Belize è il cho-cho, una specie di zucchina gigante dalla buccia ruvida. Sono diffusi i chutney, i platani, le noci di cocco, igname, manioca e gombi. La frutta include angurie, caboo, papaya, ananas, anacardi e mango.

## Bevande
Nel paese sono reperibili birra (la birra nazionale è la Belkin) e rum. Quest'ultimo viene mischiato al latte condensato o all'uovo generando il rum popo. Tra le bevande analcoliche si attestano svariati tipi di succhi di frutta, tè e alcune bevande importate dai Caraibi come il ginger beer e la Ting, una bevanda giamaicana a base di pompelmo.